# 犬山時代絵巻号

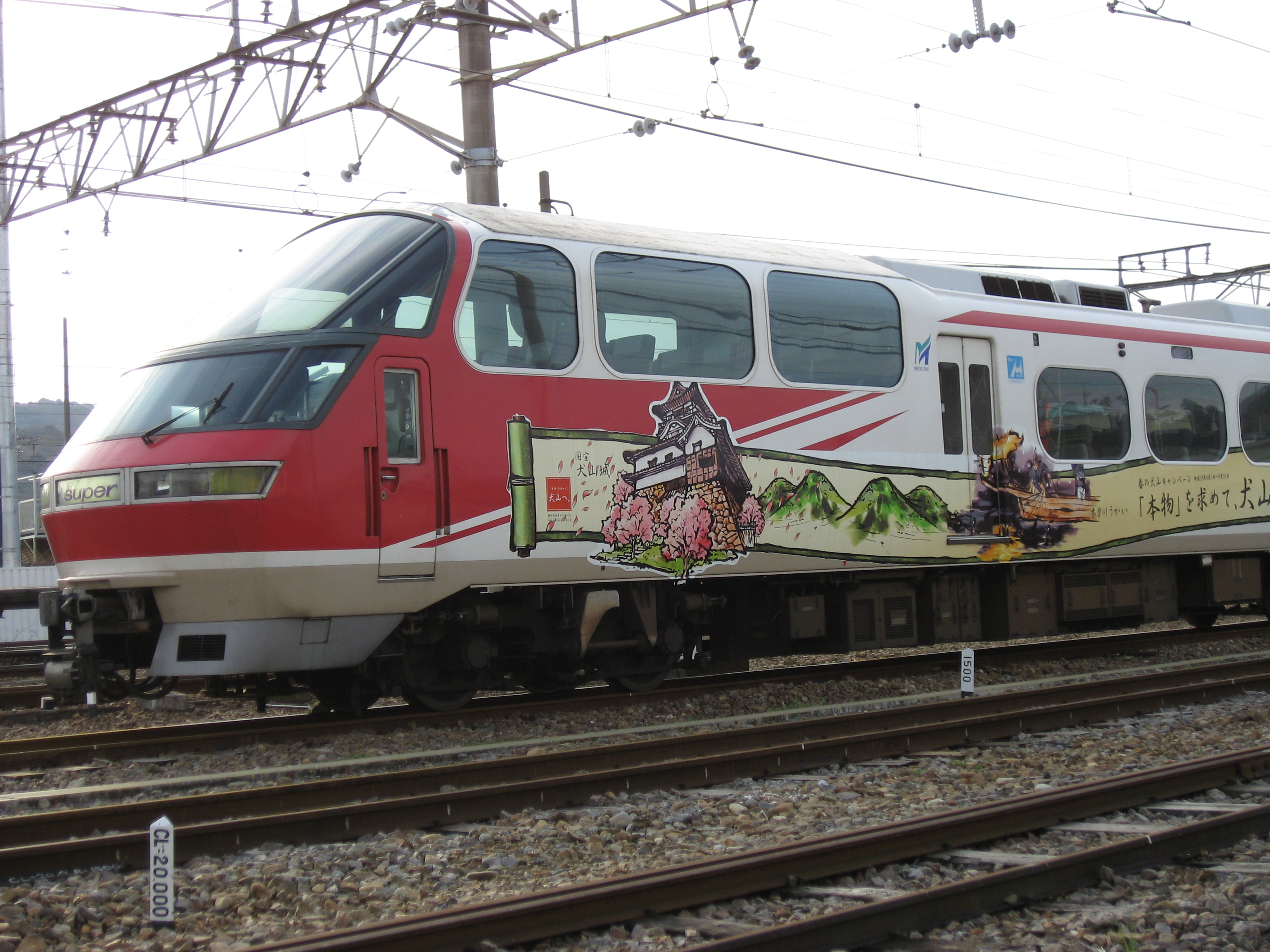
犬山時代絵巻号

犬山時代絵巻号（いぬやまじだいえまきごう）は、名古屋鉄道で2007年（平成19年）2月24日から5月31日まで運行していたラッピング車両である。

## 概要
- 名鉄が行う、犬山市とタイアップした観光キャンペーン本物を求めて犬山へ（春の犬山観光キャンペーン）の一環として運行する電車で、1000系パノラマSuper（1005F、現在は引退）を使用。
- これが名鉄1000系（全車特別車編成）の最後のラッピングになった。

## 運行系統・停車駅

### 新鵜沼駅 - 名鉄名古屋駅 - 内海駅・河和駅間
- 最も多く運行することを予定にしている系統である。
- 標準停車駅のみ記載。

#### 停車駅
- 新鵜沼駅 - 犬山遊園駅 - 犬山駅 - 江南駅 - 岩倉駅 - 名鉄名古屋駅 - 金山駅 - 神宮前駅 - 太田川駅 - 知多半田駅 - 知多武豊駅 - 富貴駅 - 内海駅または河和駅

### 新可児駅 - 犬山駅 - 名鉄名古屋駅 - 内海駅・河和駅間
- 朝のみ運転だが、土曜休日も運行される。
- 犬山駅以南は上記と同じ停車駅。

#### 広見線内の停車駅
- 新可児駅 - 日本ライン今渡駅 - 可児川駅 - 西可児駅 - 犬山駅

### 豊川特急
- 平日夜間に豊川稲荷行き（名鉄名古屋発）と朝に新鵜沼行きの計1往復のみの運転で土休日は運休（間合いの運用であった。）
- 神宮前駅以西は上記と同じ停車駅。

#### 神宮前駅以東の停車駅
- 神宮前駅 - 知立駅 - 新安城駅 - 東岡崎駅 -  美合駅 - 国府駅 - 諏訪町駅 - 豊川稲荷駅